# Friedrich Steinbacher
Friedrich Christian Steinbacher (* 4. Juni 1877 in Berlin; † 15. Februar 1938 in Berlin-Oberschöneweide) meist nur Friedrich  Steinbacher  war ein deutscher Ornithologe, erster Vorsitzender der Deutschen Ornithologen-Gesellschaft und Oberstudienrat.

## Leben und Wirken
Seine Eltern waren Nachfahren von Salzburger Exulanten, die sich in Ostpreußen niederließen. Da die Familie sehr arm war, besuchte Friedrich Steinbacher erst sieben Jahre die Volksschule. Erst dann besuchte er vier Jahre eine Realschule und anschließend die Friedrichswerdersche Oberrealschule. Schließlich wurde er 1896 mit dem Reifezeugnis entlassen. An der Schule galt er als talentierter Turner. Seine durch den Sport erworbene Leistungsfähigkeit half ihm später bei seinen Erkundungsausflügen in die Natur. Wie in der Zeit durchaus üblich entwickelte er bald einen Sammeleifer für naturkundliche Exponate. Im Gegensatz zu anderen Jugendlichen interessierte sich Steinbacher aber auch für taxonomische Fragen. So besuchte er fast jeden Sonntag das Museum für Naturkunde, vermutlich um sich hier das taxonomische Wissen anzueignen. 1899 absolvierte er eine Ergänzungsprüfung in Latein am Falk-Realgymnasium. Noch in seiner Schulzeit lernte er die Anfänge der russischen Sprache, die er später so verfeinerte, dass er russische Literatur ohne Probleme lesen und verstehen konnte. Für diese Fähigkeit wurde er von vielen seiner ornithologischen Kollegen konsultiert und geschätzt.
Nach der Schule studierte Steinbacher von 1891 bis 1901 Mathematik und Naturwissenschaften an der Humboldt-Universität zu Berlin. Nach bestandener Prüfung für das Lehramt an höheren Schulen wurde er für zwei Vorbereitungsjahre an seine frühere Schule und anschließend nach Frankfurt (Oder) geschickt. 1904 kehrte er als Oberlehrer an seine Schule nach Berlin-Friedrichshagen zurück. Hier arbeitete er 33½ Jahre als Lehrer vornehmlich im Bereich Mathematik. Als er später zum Oberstudienrat befördert wurde, war er zeitweise auch mit der Leitung der Schule betraut. Am 17. April 1906 heiratete er Anna Helene Emmi geb. Schneider. Aus der Ehe gingen der Sohn Georg Steinbacher und zwei Töchter hervor.
Anfangs galt sein besonderes Interesse der Mathematik und 1910 promovierte Steinbacher unter Ferdinand Georg Frobenius und Hermann Amandus Schwarz mit dem Thema Abelsche Körper als Kreisteilungskörper an der Friedrich-Wilhelms-Universität zu Berlin. Steinbacher machte sich Hoffnung auf eine Hochschulkarriere, die sich aber jäh zerschlug. Vielleicht war es die Enttäuschung über das nicht erreichte Ziel, die in ihn seine neuen Leidenschaft für die Ornithologie wachsen ließ. Auch könnte der Erste Weltkrieg ausschlaggebend für den Sinneswandel gewesen sein. Als Munitionskolonnenfahrer wurde er 1916 in den Osten beordert, ein Gebiet, in dem er bis Kriegsende verweilte. 1918 publizierte er eine kleine Schrift über das Baltenland, die sehr nationale Züge beinhaltete. In der Zeit der Novemberrevolution schloss er sich als Zeitfreiwlliger dem Freiwilligen-Regiment Reinhard an. Doch bald verabschiedete er sich von den politischen Aktivitäten und widmete sich der Wissenschaft und insbesondere der Vogelforschung. Aus seinen ornithologischen Tagebüchern, die er von 1907 bis 1936 führte, geht hervor, dass sich Steinbacher mit etwa 30 Jahren erstmals mit der heimischen Avifauna beschäftigte. Ab 1919 leitete er erste Führungen zur heimischen Vogelwelt. Bis 1937 folgen über hundert weitere Führungen durch Steinbacher. Herman Schalow hoffte noch vor seinem Tode, dass Steinbacher die Erforschung der märkischen Vogelwelt fortsetzt. Zusammen mit seinem Sohn Georg arbeitete er an dem Buch, doch wurde es bis zu seinem Tode nicht fertig gestellt. Erwin Stresemann hoffte in seinem Nachruf im Journal für Ornithologie auf eine Publikation des Werkes postum.
Als Ernst Hartert 1930 nach Berlin zurückkehrte, war es Steinbacher, den er sich als Mitautor des Ergänzungsbandes von Die Vögel der paläarktischen Fauna aussuchte. Insbesondere die Russischkenntnisse von Steinbacher waren für Hartert von größtem Wert. Die ersten drei Hefte des Werkes wurde von beiden gemeinsam bearbeitet. Nach dem Tod Harterts war Steinbacher der alleinige Autor des Restwerkes. Tragischwerweise erlebte auch er nicht den Tag der Publikation des letzten Heftes, das er aber noch voll bearbeitet hatte.
Als 1929 Verhandlungen des VI. Internationalen Ornithologen-Kongresses in Kopenhagen 1926 herauskam, war Steinbacher der Editor des Werkes. Aus ökonomischen Gründen wurde auf Farbtafeln verzichtet. Nach diesem besuchte er auch 1930 den VII. Internationalen Ornithologen-Kongress in Amsterdam und 1934 den VIII. Internationalen Ornithologen-Kongress in Oxford. Bei den Jahresversammlungen der Deutsche Ornithologen-Gesellschaft seit 1920 bis zu seinem Tode hat er praktisch nie gefehlt.
Steinbacher verstarb im Königin Elisabeth-Hospital in Oberschöneweide. Sein Neffe Joachim Steinbacher wurde – von ihm gefördert – ebenfalls Ornithologe.

## Mitgliedschaften
1920 wurde Steinbacher Mitglied der Deutschen Ornithologen-Gesellschaft. Schon sechs Jahre später wurde er als zweiter Vorsitzender in den Vorstand gewählt. 1936 bei der Jahreshauptversammlung in Bonn wurde er auf sechs Jahre zum ersten Vorsitzenden gewählt. Aufgrund seines Todes konnte er das Amt nicht die gesamte Zeit ausfüllen. Durch seine Kenntnisse über die geografischen Verbreitungsgebiete auf dem asiatischen Kontinent wurde er bald von weltweiten Ornithologen um Ratschläge konsultiert. 1934 wurde er korrespondierendes Mitglied der American Ornithologists’ Union. Bei der British Ornithologists’ Union war er bereits auf der Liste zur Wahl als ausländisches Mitglied, die aber aufgrund seines Todes nicht mehr stattfinden konnte.

## Erstbeschreibungen von Friedrich Steinbacher
Steinbacher hat auch zusammen mit Ernst Hartert einige Arten und Unterarten, die neu für die Wissenschaft waren, beschrieben.

### Arten
Zu den Arten gehören chronologisch u. a.:
- Kaschmirschnäpper (Ficedula subrubra (Hartert, E & Steinbacher, F, 1934))

### Unterarten
Zu den Unterarten gehören chronologisch u. a.:
- Rohrammer-Unterart (Emberiza schoeniclus lusitanica (Steinbacher, F, 1930))
- Rohrammer-Unterart (Emberiza schoeniclus stresemanni (Steinbacher, F, 1930))

### Synonyme
- Salzlerchen-Unterart (Alaudala cheleensis kukunoorensis (tangutica) (Hartert, E & Steinbacher, F, 1933))
- Waldpieper-Unterart (Anthus hodgsoni yunnanensis (inopinatus) Hartert, E & Steinbacher, F, 1933)

## Dedikationsnamen
Georgi Petrowitsch Dementjew (1898–1969) widmete ihm 1937 Emberiza schoeniclus steinbacheri als neuen Namen für Emberiza septentrionalis Brehm, CL, 1831, da Steinbacher diesen Namen für eine nordrussische Unterart verwendete. Heute wird der Name als Synonym zur Nominatform betrachtet.

## Publikationen (Auswahl)
- Abelsche Körper als Kreisteilungskörper. Inaugural-Dissertation zur Erlangung der Doktorwürde genehmigt von der Philosophischen Fakultät der Friedrich-Wilhelms-Universität zu Berlin. Georg Reimer, Berlin 1910 (uni-goettingen.de).
- Die Verbreitungsgebiete einiger europäischer Vogelarten als Ergebnis der geschichtlichen Entwicklung. In: Journal für Ornithologie. Band 75, Nr. 4, 1927, S. 535–567, doi:10.1007/BF01908255.
- Winterliches Vogelleben am Müggelsee. In: Journal für Ornithologie. Band 77, Nr. 3, 1929, S. 480–489, doi:10.1007/BF01917267.
- Die Vögel der paläarktischen Wüsten. In: Journal für Ornithologie. Band 77, Nr. 4, 1929, S. 122–135, doi:10.1007/BF01917237.
- Verhandlungen des VI. Internationalen Ornithologen-Kongresses in Kopenhagen 1926. Druck von Otto Dornblüth Nachf. in Bernburg, Berlin 1929.
- Bemerkungen zur Systematik der Rohrammern, Emberiza schoeniclus (L.). In: Journal für Ornithologie. Band 78, Nr. 4, 1930, S. 471– 487, doi:10.1007/BF01953149.
- mit Erwin Stresemann: Feier zum Gedächtnis Ernst Harterts am 11. Dezember 1933. In: Journal für Ornithologie. Band 82, Nr. 1, 1934, S. 169–183, doi:10.1007/BF01969228.
- mit Ernst Hartert: Die Vögel der paläarktischen Fauna. Ergänzungsband. R. Friedländer & Sohn, Berlin 1938 (1932–1938).